# Commer
Commer був британським виробником вантажних автомобілів з 1905 до 1979 року. Продукція Commer включала мікроавтобуси, фургони, середні та важкі комерційні вантажівки, військові транспортні засоби та автобуси. Компанія розробила та побудувала свої дизельні двигуни для важких вантажних автомобілів.

## Історія

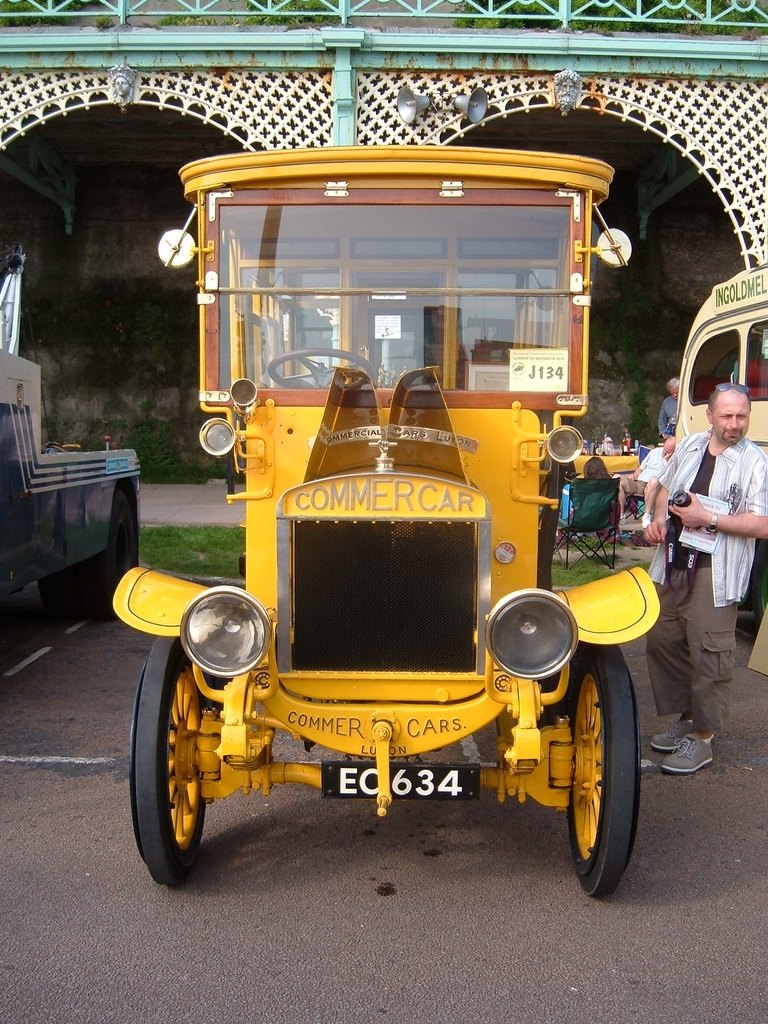
Автобус Commer 1909 року

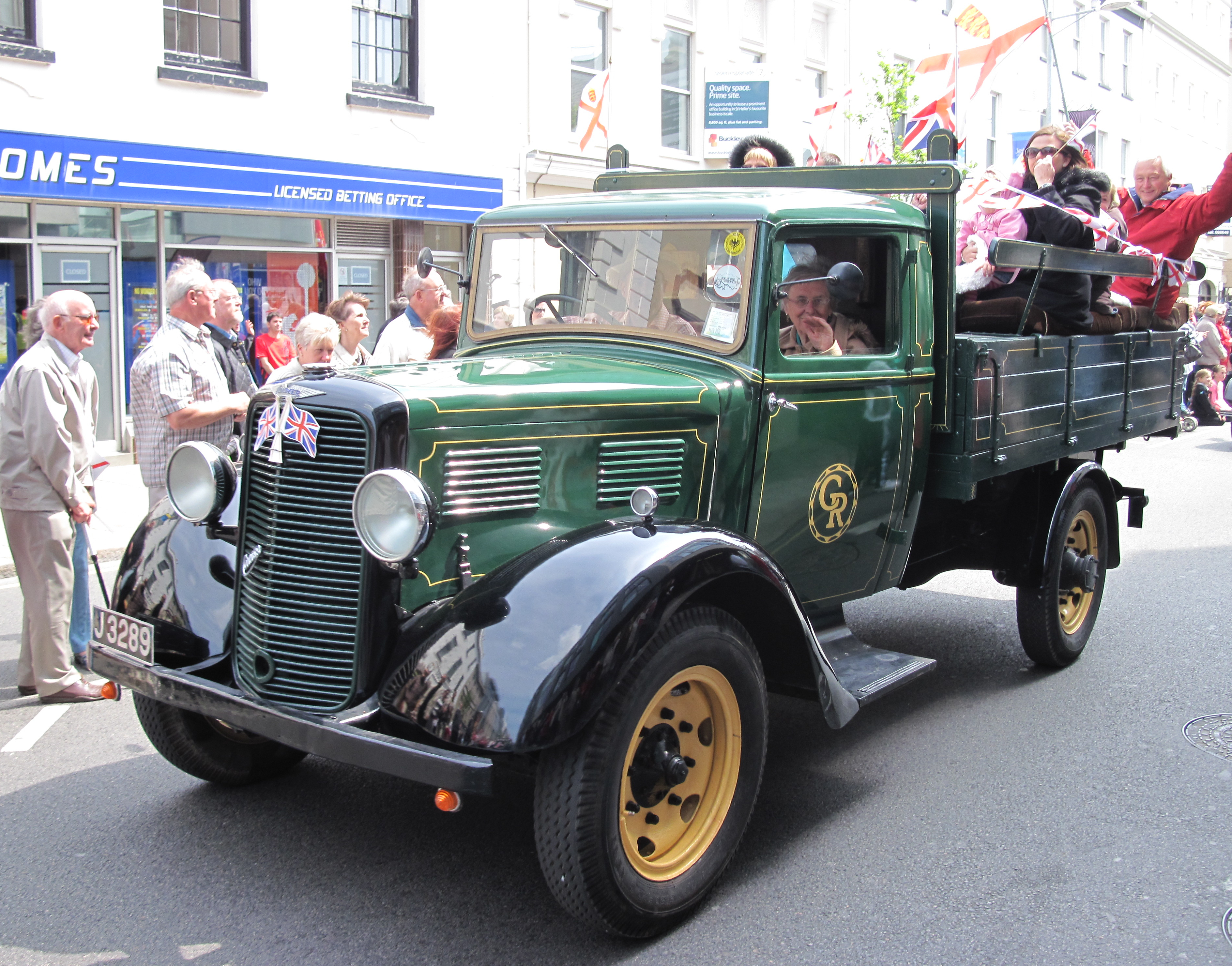
Commer N1

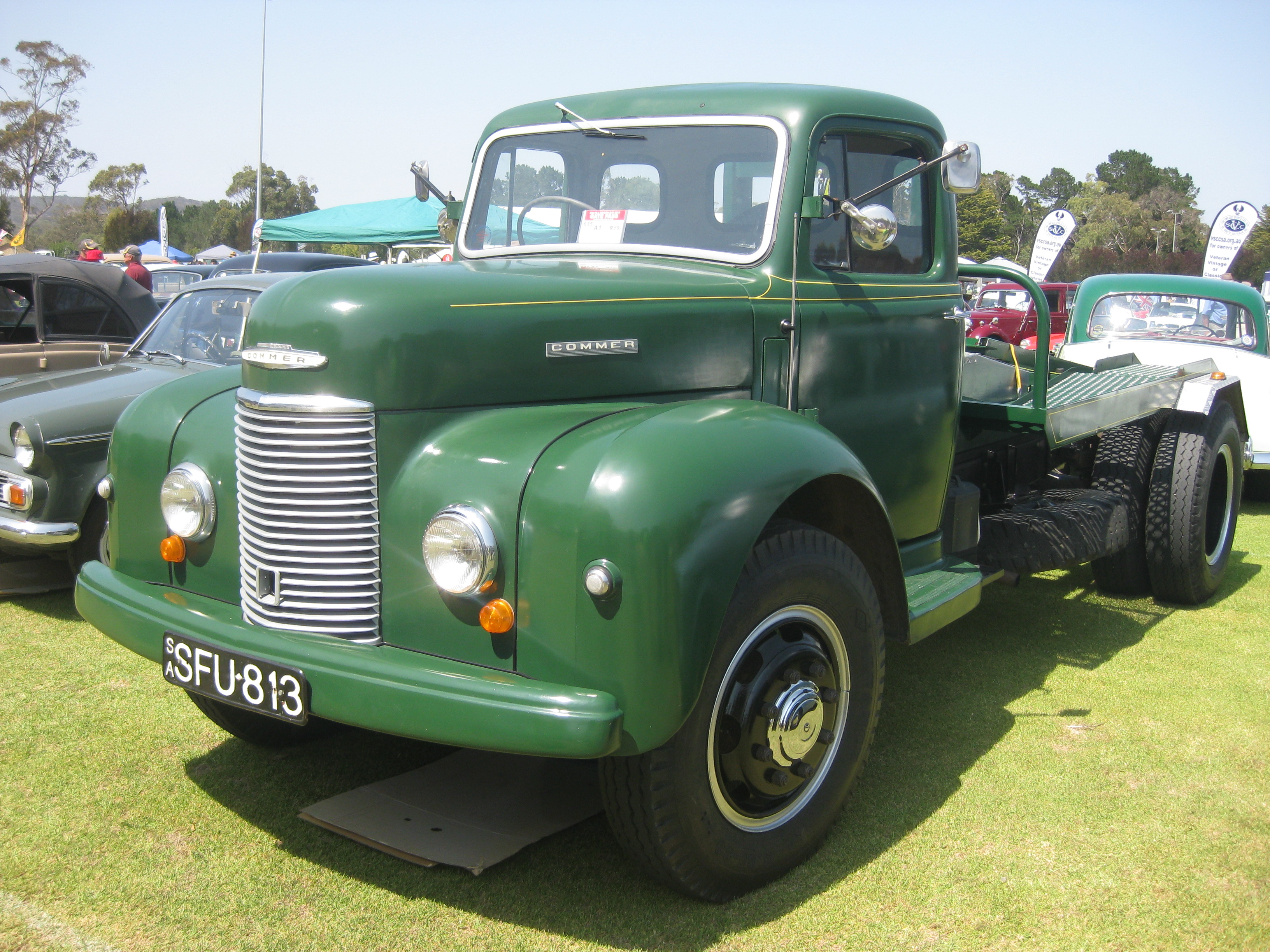
Commer Superpoise of 1955

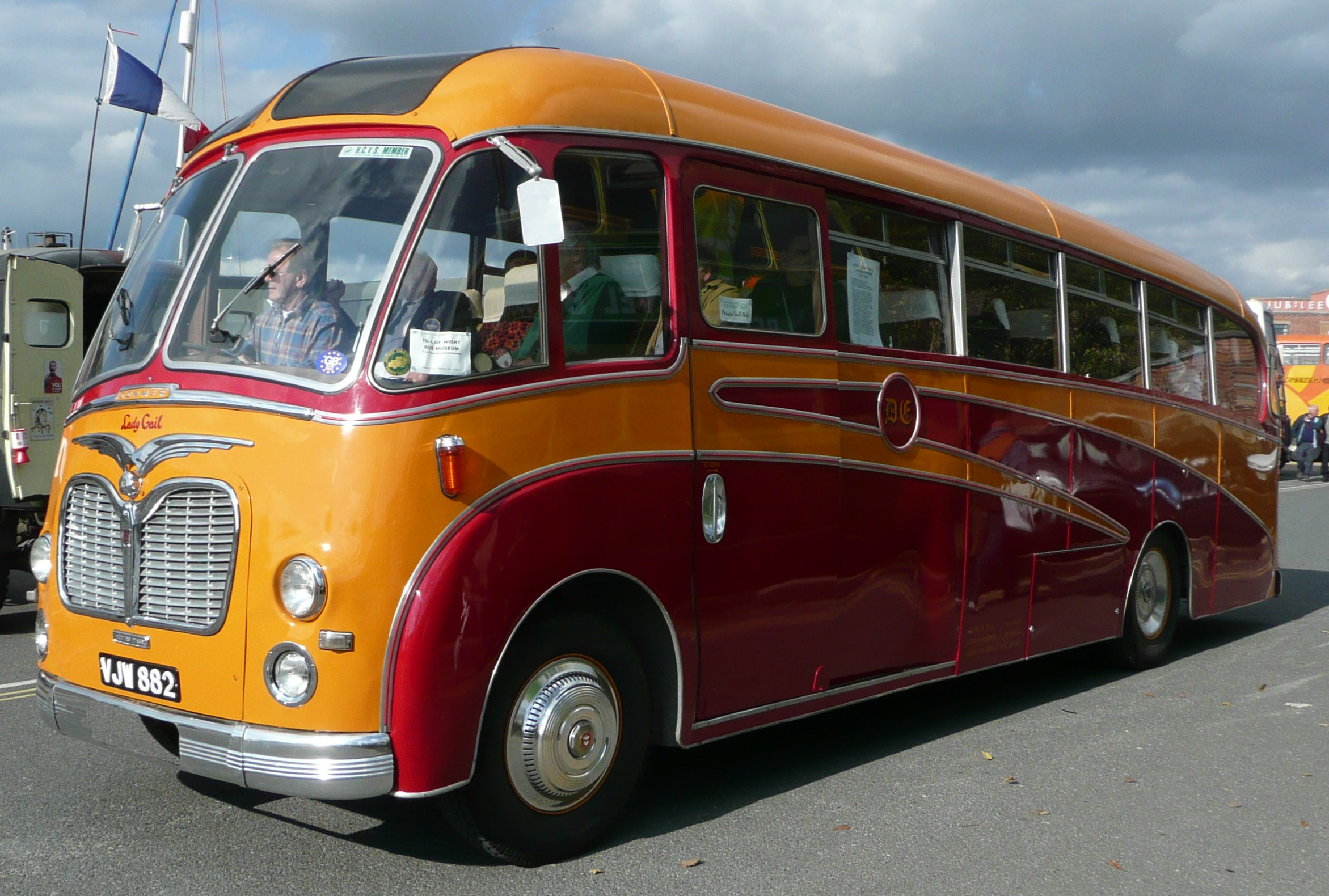
A Commer TS3-engined bus at the Isle of Wight Bus & Coach Museum's 2008 running day

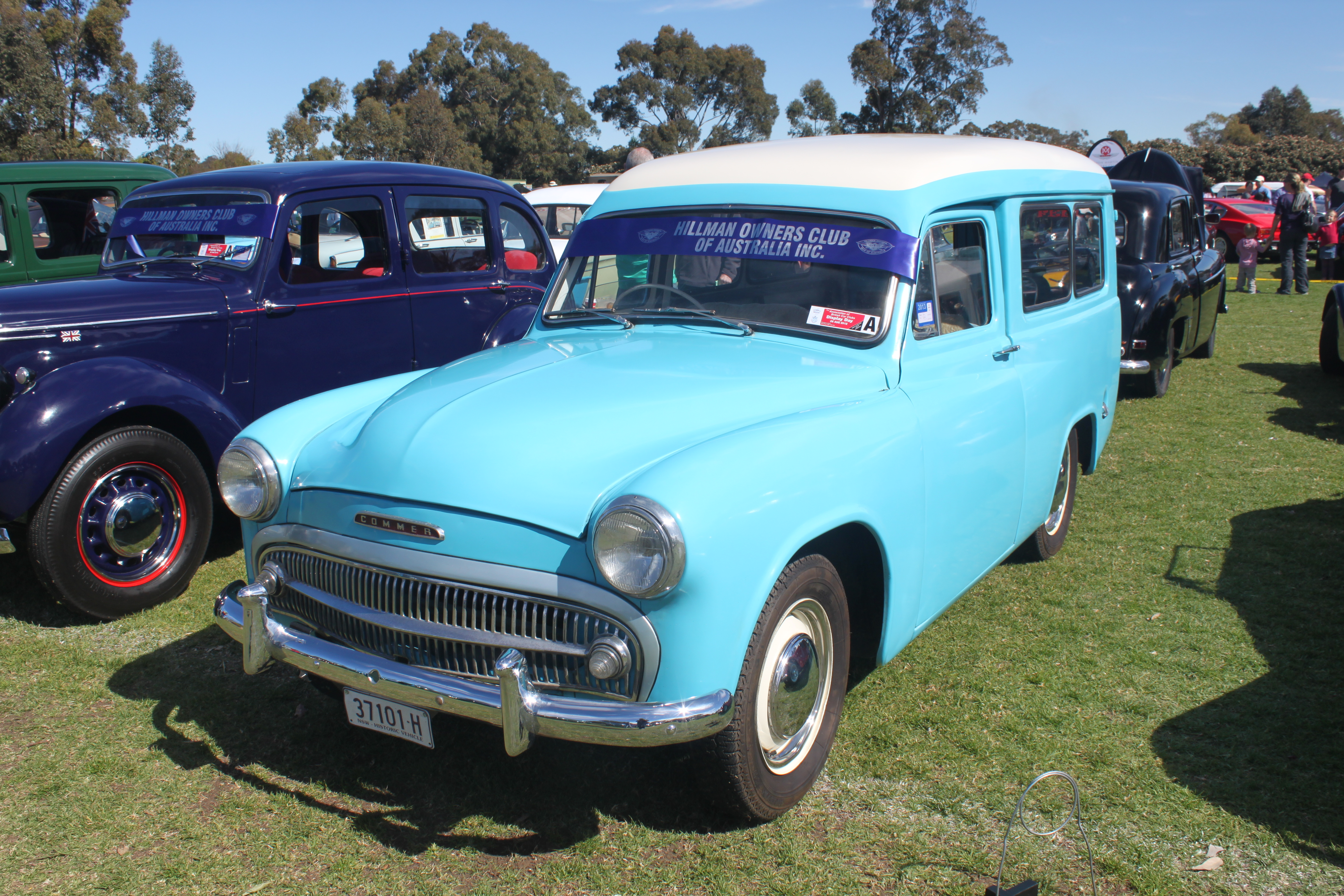
Commer Express Delivery Van

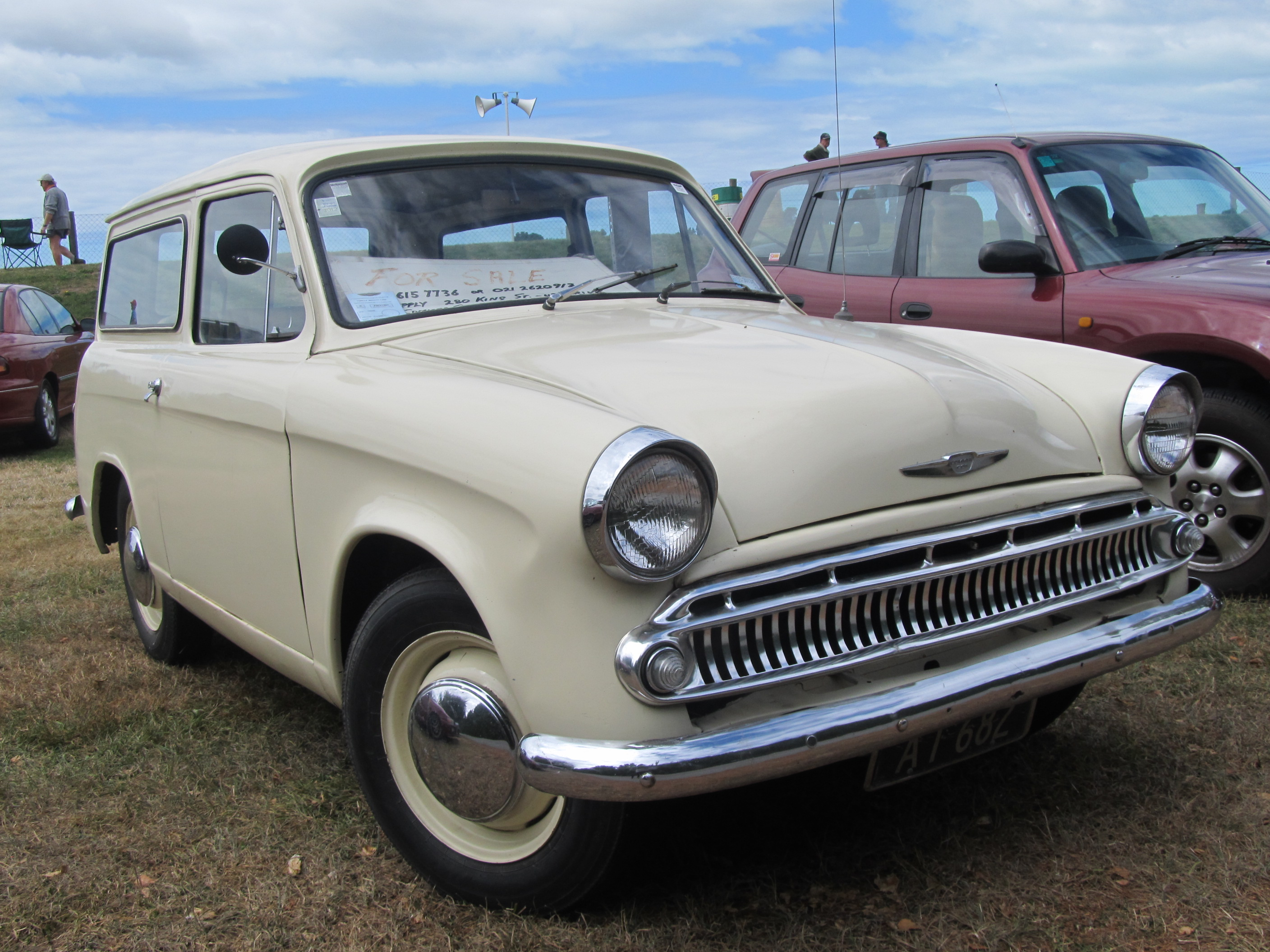
1961 Commer Cob

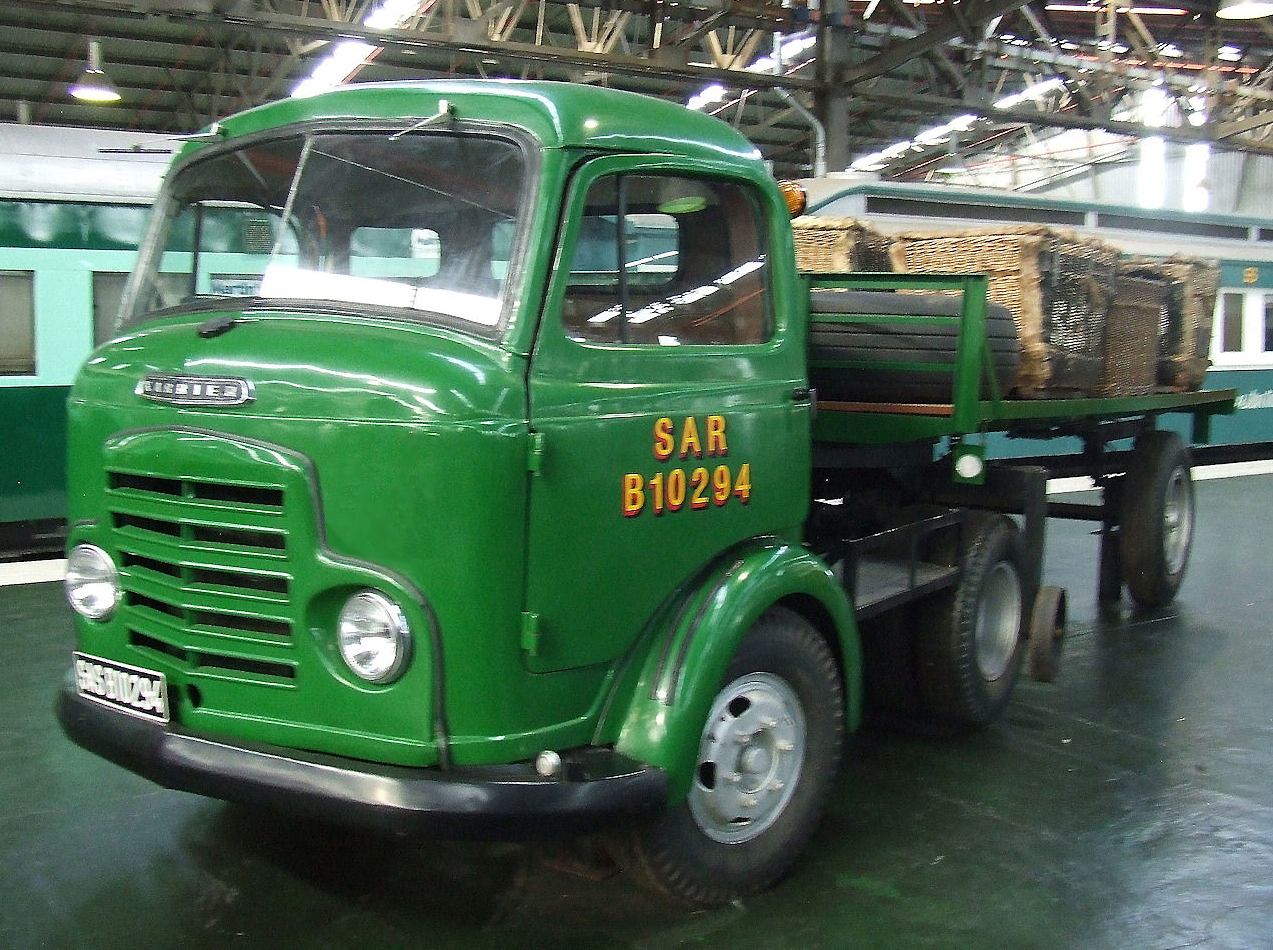
Karrier Bantam (c. 1952)

Цей бізнес від початку належав Commercial Cars Limited, компанії зареєстрованій у вересні 1905 р. директорами H.C.B. Underdown (адвокатом та керуючим Direct United States Cable Co) та H.G.Hutchinson (керуючим компанією Royal Exchange Assurance) для виготовлення: комерційних автомобілів, омнібусів, пожежних машини та всіх видів промислових транспортних засобів. У 1920 році вона була першою компанією, що спеціалізується на виробництві промислових комерційних транспортних засобів з двигунами внутрішнього згоряння. Для того, щоб вийти на обсяг виробництва  у вересні 1905 року було куплено виробничий майданчик на Бішот-роуд, Біскот, місто Лутон. Будівництво великих нових майстерень розпочалося на п'яти акрівному майданчику, і в основному було завершено наприкінці 1906 р. Commercial Cars Limited став членом Товариства автомобільних виробників та дилерів у серпні 1906 р. Це був один з перших виробників комерційних автомобілів у Сполученому Королівстві, знаний тоді як Commer Car.
На Автосалоні комерційних автомобілів в Олімпії в березні 1907 року Commer показав автобусне шасі з двигуном потужністю 30-36 кінських сил та коробкою передач з шестернями постійного зчеплення, винайденою керівником виробництва містером Лінлі. Крім автобусного шасі, Commer демонструє кузов для тридцяти пасажирів та низку вантажних фургонів.
Нова "велика і потужна" вантажівка E43 (код BM 787) взяла участь у Великому змаганні комерційних автомобілів у вересні 1907 року. Вона також мала коробку передач з шестернями постійного зчеплення. Вага авто без вантажу становила 3,7 тонни, двигун мав чотири циліндри потужністю 33 кінські сили при 800 обертах на хвилину. Він мав чотири передні швидкості і керувався боковими ланцюгами. Довжина вантажівки складала 6 метрів, ширина трохи більше 2,1 метра і висота 1,76 метра. Платформа була завдовжки 3,6 метра.
Виробництво першої вантажівки, 3-"тонки" типу RC, почалося в 1907 році. Перший автобус був зроблений в 1909 році. З початком першої світової війни фабрика перейшла на виробництво військової техніки для британської армії, виготовивши більше ніж 3000 одиниць до 1919 року.
Хоча компанія й була зобов'язана пройти фінансову реструктуризацію в 1920 році, сподіваючись уникнути позову кредиторів, вона все ж не змогла повернути борг в розмірі 75 000 фунтів стерлінгів, що виник через несплату 60-відсоткового податку на надприбуток від виробництва військової продукції. Зрештою, після узгодження умов з кредиторами у 1925 році Commer був куплений компанією Humber у 1926 році. У 1931 році Humber став на 60% дочірньою компанією Rootes.
Після того, як протягом 1970-х років компанія Chrysler Europe отримала контроль над Rootes марка Commer була змінена на Dodge.  У 1978 році Peugeot придбала Chrysler Europe, а завод Commer працював у партнерстві з підрозділом вантажних автомобілів Renault, Renault Trucks. Деякий час він продовжував виробляти вантажні автомобілі Dodge під маркою Renault з невеликими доопрацюваннями продукції. Врешті-решт, виробництво вантажівок Dodge було припинено на користь основних моделей Renault, і на початку 90-х років завод перейшов до виробництва вантажних і автобусних двигунів Renault.
Багато фургонів та вантажних автомобілів Commer відрізняються тим, що вони оснащені двигуном Rootes TS3, двотактним дизельним трициліндровим двигуном з горизонтальним опозитним розташуванням циліндрів, який став відомим як "Commer Knocker" ("Молоточки Коммер") завдяки чіткому звуку, який він виробляє.